# 鵜ノ子インターチェンジ
鵜ノ子インターチェンジ（うのこインターチェンジ）は、新潟県新潟市江南区鵜ノ子にある国道49号亀田バイパスのインターチェンジ。

## 概要
開通以来平面交差となっており、新潟市近郊でも特に流れの悪い地点だったが、2001年10月10日に立体交差化された。しかしその後も大型商業施設の開業等に伴い交通量が増加し、ランプ付近では混雑することが多い。

## 接続する道路
- 新潟県道16号新潟亀田内野線（亀田大通り）
  - 紫竹山方面からの流出ランプは、ICに隣接しているアピタ新潟亀田店の裏手を経由する市道にも接続している。
  - 茅野山方面からの流出ランプから直進車線に入り、さらに紫竹山方面の流入ランプから左手へ流出して市道に入ると、亀田工業団地・イオンモール新潟南方面へ直接向かうことができる。

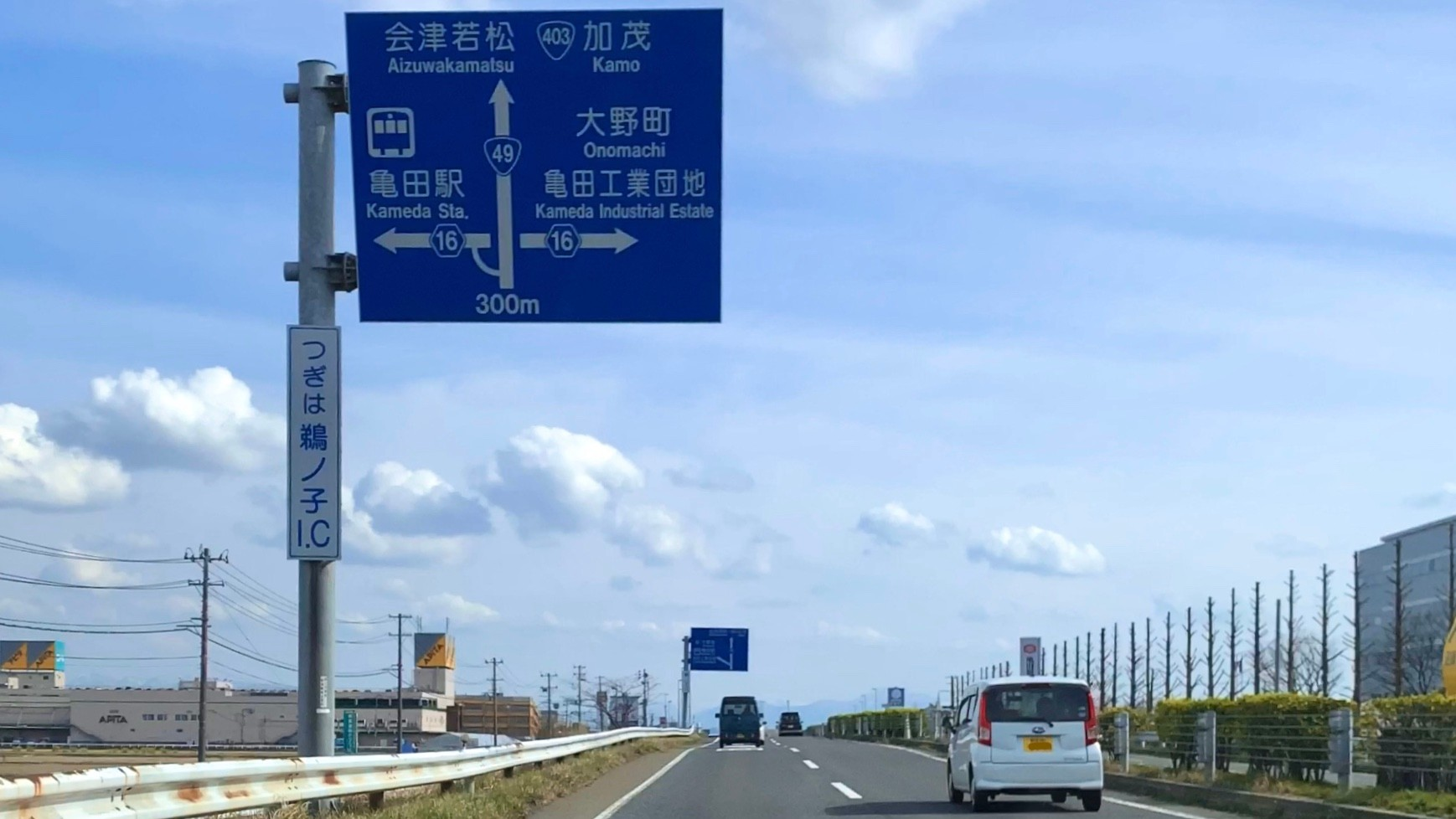
会津若松方面行本線上のIC案内標識（2020年4月）
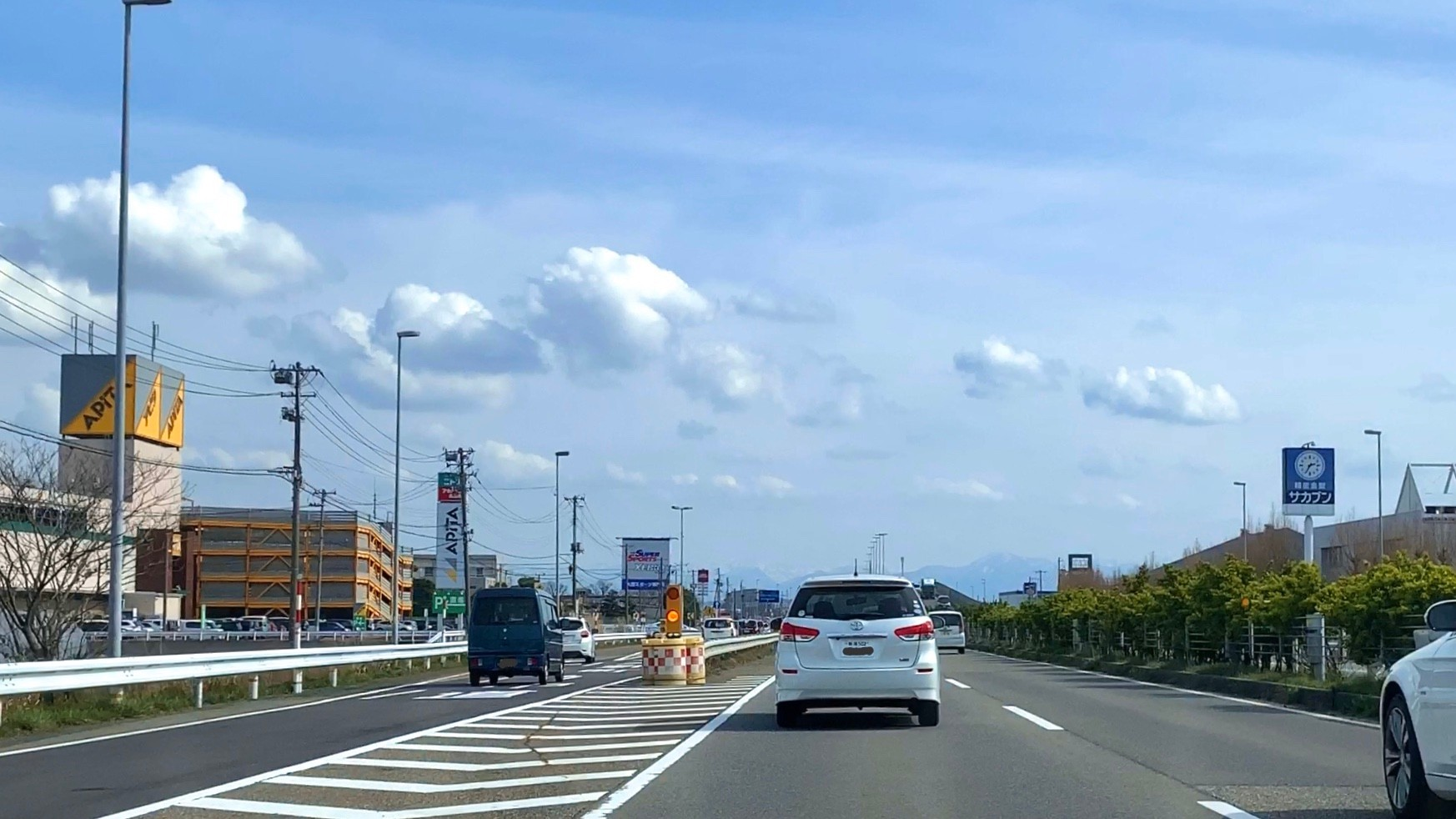
アピタ新潟亀田店に接続している（2020年4月）

## 周辺
- イオンモール新潟亀田インター（旧イオンモール新潟南）
- アピタ新潟亀田店
- 新潟県江南警察署
- ヤマダ電機テックランド亀田店（南へ1分)
- 新潟市江南区役所

## 隣
国道49号亀田バイパス
茅野山IC - 鵜ノ子IC - (1) 新潟亀田IC